# Пеньківці (Хмельницький район)
Пе́ньківці — до 1971 село в Україні, у Волочиському районі Хмельницької області. Село Пеньківці розташоване на лівому березі річки Бужок (ліва притока річки Південний Буг).

## Історія
У селі на лівому березі річки виявлено два стародавніх поселення черняхівської культури III-IV століття. Одне з них розташоване на городах М. С. Каленюка та І. А. Крамара. На садибі І. А. Крамара у 1964 р. виявили поховання людини черняхівської культури. Друге поселення розташоване за 450 м від села.
За переказами старожилів, на місці села колись давно був ліс. Після того, як ліс повністю вирубали, залишились одні пеньки. На вирубаній ділянці почали селитися люди, і село назвали Пеньківці. Історична доля села тісно пов'язана з історією с. Личівка. Коли виникли Пеньківці, невідомо. В XVI столітті село належало князям Острозьким. У 1593 р. воно було спустошене татарами. З 1776 р. Пеньківцями володіла поміщиця Залєвська, потім вона віддала село в оренду Ф. Мінькевичу.
Після приєднання краю у 1795 р. до Російської імперії село ввійшло до складу Купільської волості Старокостянтинівського повіту Волинської губернії. У 1893 р. в селі збудували дерев'яну каплицю Святого Олександра Невського в пам'ять про Олександра II. В 1891 р. її освятили як церкву. Православні віруючі села були приписані до церковної парафії с. Личівка. Школа грамоти в Пеньківцях відкрилася у 1892 р. в громадському будинку. Сільська громада платила вчителю школи 15 крб на рік, на утримання школи й давала 15 крб на приладдя. У 1895 р. в школі навчалися 17 хлопчиків і 1 дівчинка.
У 1896 р. в селі було 32 двори і 272 жителі. Землі у селі належали благочинному священику с. Великі Жеребки Ісидору Ясієвичу.
Під час революції 1917 р. і Громадянської війни у селі перебували військові підрозділи і частини різних ворогуючих сторін. У кінці квітня 1919 р. в селі дислокувалася частина дивізії Болбочана військ УНР, які чинили пасивний опір польським військам, що наступали з Ковеля. В цей час на Волині наступала 1-а Українська армія фронту під командуванням Антонова-Овсієнко.
В кінці 1920-х років у селі було організовано колгосп. У 1932—1933 роках селяни пережили голод, у 1941—1944 — німецько-нацистську окупацію.
До 1963 р. Пеньківці входили до складу Базалійського і Чорноострівського районів, а в 1963 р. були приєднані до Волочиського району. У 1971 р. Пеньківці були приєднані до Личівки, і село припинило своє існування як окрема адміністративна одиниця.

## Постаті
- Кривега Володимир Ілліч (нар. 1946) — — письменник. Член Національної Спілки письменників України.